# 480
480（四百八十、よんひゃくはちじゅう）は自然数、また整数において、479の次で481の前の数である。

## 性質
- 480は合成数であり、約数は1, 2, 3, 4, 5, 6, 8, 10, 12, 15, 16, 20, 24, 30, 32, 40, 48, 60, 80, 96, 120, 160, 240, 480である。
  - 約数の和は1512。
  - 116番目の過剰数である。1つ前は476、次は486。
    - σ(n) ≧ 3n を満たす n とみたとき6番目の数である。1つ前は420、次は504。(ただしσは約数関数、オンライン整数列大辞典の数列 A023197)

  - 約数を24個もつ3番目の数である。1つ前は420、次は504。
  - 約数の和の平均が整数になる12番目の数である。1つ前は376、次は492。
  - 約数の積の値がそれ以前の数を上回る28番目の数である。1つ前は420、次は504。(オンライン整数列大辞典の数列 A034287)
- 125番目のハーシャッド数である。1つ前は476、次は481。
  - 12を基とする11番目のハーシャッド数である。1つ前は444、次は516。
- 480 = 25 × 3 × 5
  - 3つの異なる素因数の積で p 5 × q × r の形で表せる最小の数である。次は672。(オンライン整数列大辞典の数列 A179667)
- 480 = 15 × 25
  - n = 5 のときの 15 × 2n の値とみたとき1つ前は240、次は960。(オンライン整数列大辞典の数列 A110286)
- 480 = 6 × 8 × 10
  - 3連続の偶数の積で表せる数である。1つ前は192、次は960。
- 480 = 25 × (24 − 1)
  - n = 4 のときの 2n + 1(2n − 1) の値とみたとき1つ前は112、次は1984。(オンライン整数列大辞典の数列 A059153)
- 480 = 4 × 5!
  - n = 4 のときの 4n! の値とみたとき1つ前は96、次は2880。(オンライン整数列大辞典の数列 A052578)
- 12番目の高度トーティエント数である。1つ前は432、次は576。
- 各位の立方和が平方数になる35番目の数である。1つ前は408、次は612。(オンライン整数列大辞典の数列 A197039)
- 480 = 42 + 82 + 202
  - 3つの平方数の和1通りで表せる105番目の数である。1つ前は464、次は505。(オンライン整数列大辞典の数列 A025321)
  - 異なる3つの平方数の和1通りで表せる121番目の数である。1つ前は472、次は484。(オンライン整数列大辞典の数列 A025339)
- 円周率の最初の3を含め、小数点以下100桁の数字和は480である。1つ前の99桁は471、次の101桁は488。(オンライン整数列大辞典の数列 A046974)
- 480 = 232 − 49
  - n = 23 のときの n 2 − 49 の値とみたとき1つ前は435、次は527。(オンライン整数列大辞典の数列 A098848)
- 480 = 262 − 196
  - n = 26 のときの n 2 − 142 の値とみたとき1つ前は429、次は533。(オンライン整数列大辞典の数列 A132770)
- 約数の和が480になる数は9個ある。(168, 248, 266, 285, 297, 395, 413, 437, 479) 約数の和9個で表せる2番目の数である。1つ前は360、次は1488。
- 連続してある数に対して約数の和を求めていった場合38個の数が480になる。480より小さい数で38個ある数はない。1つ前は360 (25個)、次は1344 (42個)。いいかえると {\displaystyle \sigma ^{m}(n)=480~(m\geqq 1)} を満たす n が38個あるということである。(ただし σ は約数関数)(参照オンライン整数列大辞典の数列 A241954)
- 各位の和が12になる43番目の数である。1つ前は471、次は507。

## その他 480 に関連すること
- 西暦480年
- 紀元前480年
- 衆議院の議員定数は2014年11月の解散まで480であった。
- 国鉄モハ480形電車
- エンストロム 480
- 480iはアナログテレビ水準の画質を扱う映像規格。
- 480p
- 640×480